# Peringiella
Peringiella is een geslacht van weekdieren uit de klasse van de Gastropoda (slakken).

## Soorten
- Peringiella crassilabris Marquet, 1997 †
- Peringiella denticulata Ponder, 1985
- Peringiella elegans (Locard, 1892)